# 本多康敏
本多 康敏（ほんだ やすとし）は、近江膳所藩の第6代藩主。康俊系本多家宗家6代。

## 生涯
元禄6年（1693年）、第4代藩主・本多康慶の五男として生まれる。正徳4年（1714年）3月4日、1000俵取りの寄合となった。しかし享保4年（1719年）に兄で第5代藩主の康命が死去したため、その養子となって家督を継ぎ、第6代藩主となった。享保5年（1720年）12月27日、従五位下・主膳正に叙位・任官する。
延享4年（1747年）8月24日に膳所で死去、享年55。跡を養子の康桓が継いだ。

## 系譜
父母
- 本多康慶（実父）
- 本多康命（養父）

養子
- 本多康桓 ー 本多忠統の長男